# Управління у справах архітектури при Раді міністрів УРСР
Управління (Головне управління) у справах архітектури при Раді міністрів Української РСР — вищий державний орган УРСР в галузі архітектури, деякий час входив до складу Ради Народних Комісарів (з 1946 року — Ради Міністрів) Української РСР.

## Начальники Управління (Головного управління) у справах архітектури
- Головко Григорій Володимирович (.12.1943—.10.1944)
- Остапенко Михайло Андрійович (.10.1944—.09.1950)
- Орєхов Володимир Михайлович (.09.1950—.12.1954)
- Плєхов Микола Дмитрович (.12.1954—1957)